# Aeroportul Muttaburra
Aeroportul Muttaburra (IATA: UTB, ICAO: YMTB) este un aeroport din Queensland, Australia.
Situat la o altitudine de 222 m, aeroportul dispune de o singură pistă. Este operat de Barcaldine Region⁠(d).